# 看護学校
看護学校（かんごがっこう）とは、看護師などを養成するために看護教育を実施する施設の総称。

## 各国の看護学校

### 日本の看護学校
日本で看護師になるためには、保健師助産師看護師法の規定する看護師国家試験に合格し厚生労働大臣の免許を受ける必要があるが、その国家試験の受験資格を得るために必要な規定の教育を受けることができる施設を一般に看護学校と呼ぶ。
行政上は文部科学大臣が指定する看護師学校と都道府県知事が指定する看護師養成所とに呼び分けられており、その区分は以下の通りである。
看護師学校
学校教育法に基づく学校（一条校）およびそれに付設される専修学校または各種学校。看護（系）大学（短期大学を含む）、大学附属の看護専門学校、看護高等学校が該当する。
看護師養成所
上記以外の施設。一般の看護専門学校などが該当する。
法令上両者を合わせて呼ぶ場合には「看護師学校養成所」という。
これらの看護学校の教育内容や指定基準は、保健師助産師看護師学校養成所指定規則において3種類が定められている。
1. 看護大学、看護専門学校などで、大学入学資格（飛び入学制度を含む）を条件とするもの。教育内容は合計102単位で、修業年限は3年以上。
2. 看護大学、看護専門学校などで、准看護師で所定の学歴または実務経験を持つことを条件とするもの。教育内容は合計68単位で、修業年限は2年以上。
3. 看護師を養成する課程を設ける高等学校（およびその専攻科）。教育内容は高等学校において38単位、専攻科において70単位。修業年限は高等学校3年以上に加えて専攻科2年以上。

保健師と助産師についても、法令上はそれぞれの学校や養成所が規定されているが、この両者は前提として看護師国家試験に合格する必要があることから、看護学校で合わせて教育が行われていることが多い。また准看護師試験の受験資格を得るためには、同様に文部科学大臣が指定する学校（准看護師学校）や都道府県知事が指定する養成所（准看護師養成所）で規定の教育を受ける必要があり、こうした施設も看護学校の一種と捉えられている。